# Natália Ketchko
Natália Obrenović (Florença, 15 de maio de 1859 – Saint-Denis, 8 de maio de 1941), nascida Ketchko, foi a Princesa Consorte da Sérvia de 1875 a 1882 e depois Rainha Consorte da Sérvia de 1882 a 1889 como esposa de Milan I da Sérvia.
Considerada uma beleza notável na sua juventude,  foi mais tarde tida como uma das rainhas mais belas da Europa.

## Início de vida

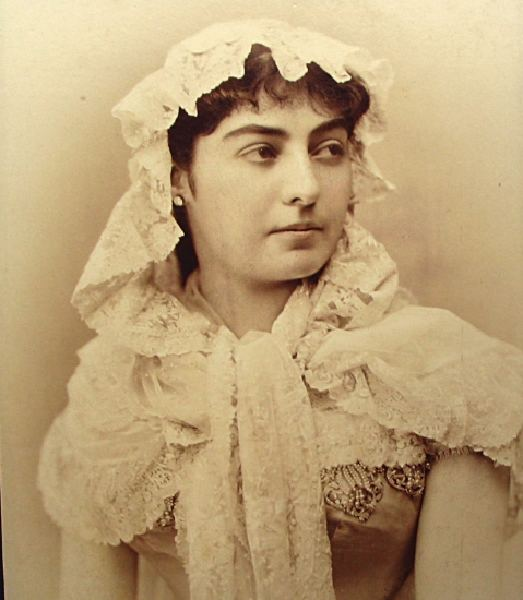
Natália em sua juventude.

Nasceu em 1859, em Florença, no então Grão-Ducado da Toscana (atualmente Itália), no seio da antiga e nobre Casa de Ketchko, como primogénita do coronel russo Petre Ketchko (1830–1865), originário da Bessarábia, e de sua esposa, a princesa moldava Pulcheria Sturdza (1831–1874). O seu pai era filho de Ioan Ketchko (1809–1863), Marechal da Nobreza da Bessarábia. O seu bisavô materno de Natália foi Ioan Sturdza, príncipe reinante da Moldávia.
Ela passou a infância em Dănuțeni, Bessarábia, Odessa — então parte do Império Russo — e em Iași, nos Principados Romenos.
Após ter ficado órfã, foi colocada sob os cuidados do príncipe Ivan Manucbey (1810–1893), sendo criada juntamente com os filhos deste. A sua outra tutora foi a tia materna mais velha, a princesa Ecaterina Sturdza (n. 1826), segunda esposa do príncipe Constantin Moruzi (1819–1886), Moço de câmara da Corte Imperial da Rússia.

## Casamento

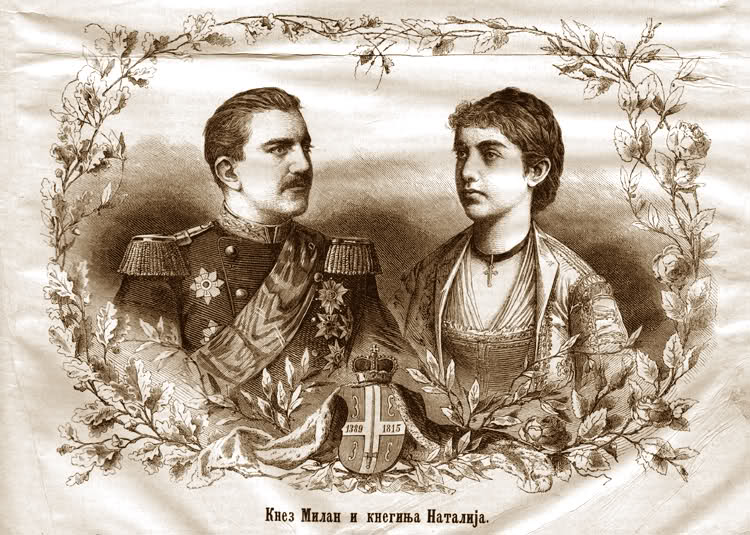
Gravura de Milan da Sérvia e Natália.

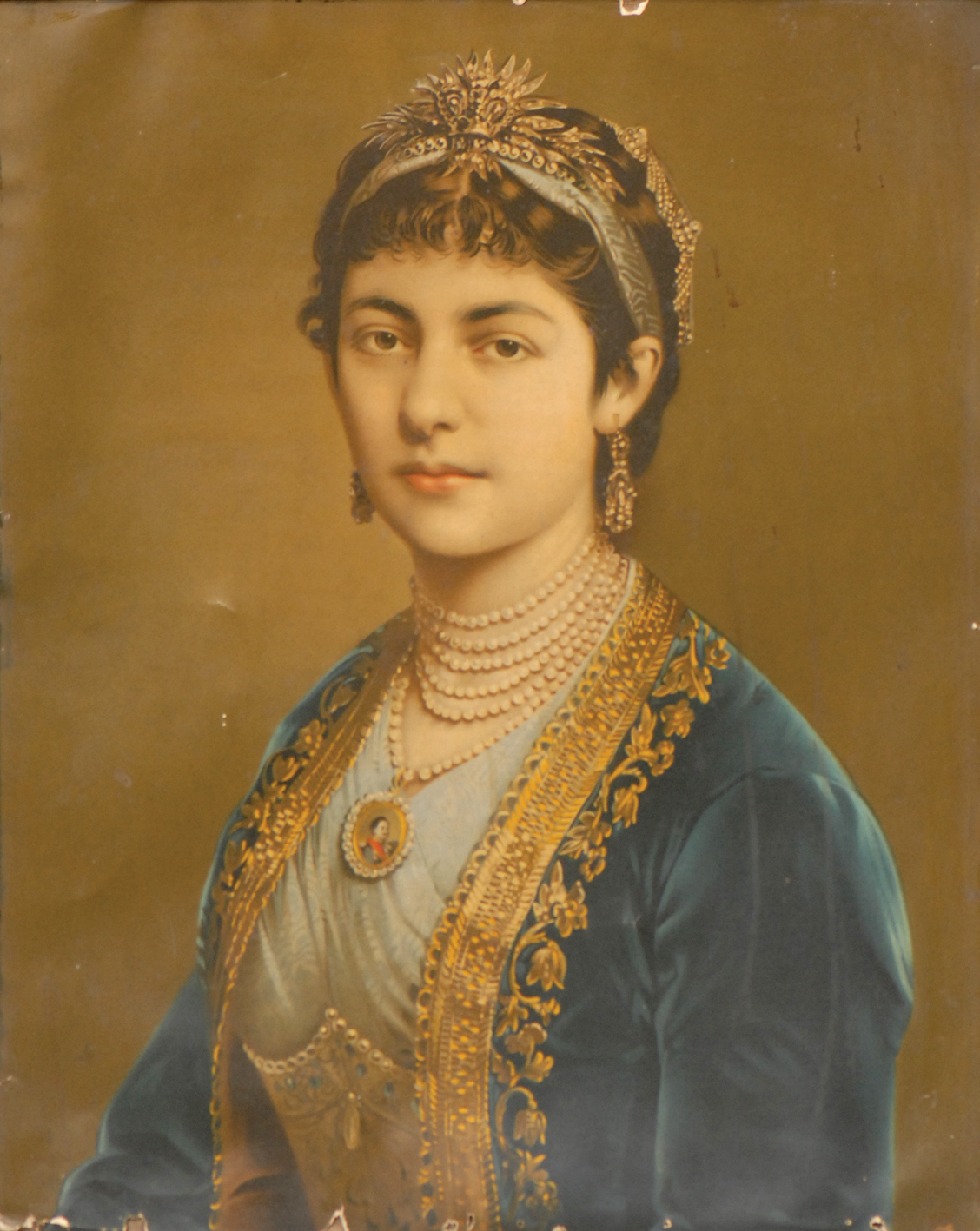
Natália em trajes tradicionais sérvios.

Antes do casamento, recebeu uma proposta de casamento do seu primo em segundo grau, o príncipe Ivan Mikhailovich Obolensky, membro da antiga e nobre família principesca ruríquida Obolensky. Existiam igualmente esperanças de que viesse a desposar o príncipe Grigore "Grisha" Manucbey (1855–1902), seu amigo de infância, profundamente encantado por ela. Contudo, acabou por casar com o príncipe Milan Obrenović da Sérvia, a 17 de outubro de 1875, com quem havia sido apresentada anteriormente num baile em Viena, apesar das objeções iniciais das famílias Muruzi e Manucbey. Eram primos em segundo grau, pois a sua avó Natália (1812–1830) era irmã da avó de Milan, Smaranda Balș (1811–1886). A família Balș, embora nobre, alegava—com alguma contestação histórica—descender da antiga Casa medieval dos Balšić. A cerimónia nupcial contou com a presença de uma delegação vinda da Roménia, que incluía membros das famílias nobres romenas Moruzi e Catargiu, sendo esta última a família materna de Milan, com a qual Natália mantinha laços de parentesco.
Quando o príncipe Milan proclamou o Reino da Sérvia em 1882, após obter o reconhecimento internacional, a princesa Natália assumiu o título e a dignidade de Rainha.
O matrimónio revelou-se infeliz. Durante as celebrações da Páscoa de 1886, a rainha Natália esbofeteou publicamente a esposa do embaixador da Grécia. Circulavam rumores de que esta senhora mantinha um caso amoroso com o rei Milan.

## Conflitos e divórcio

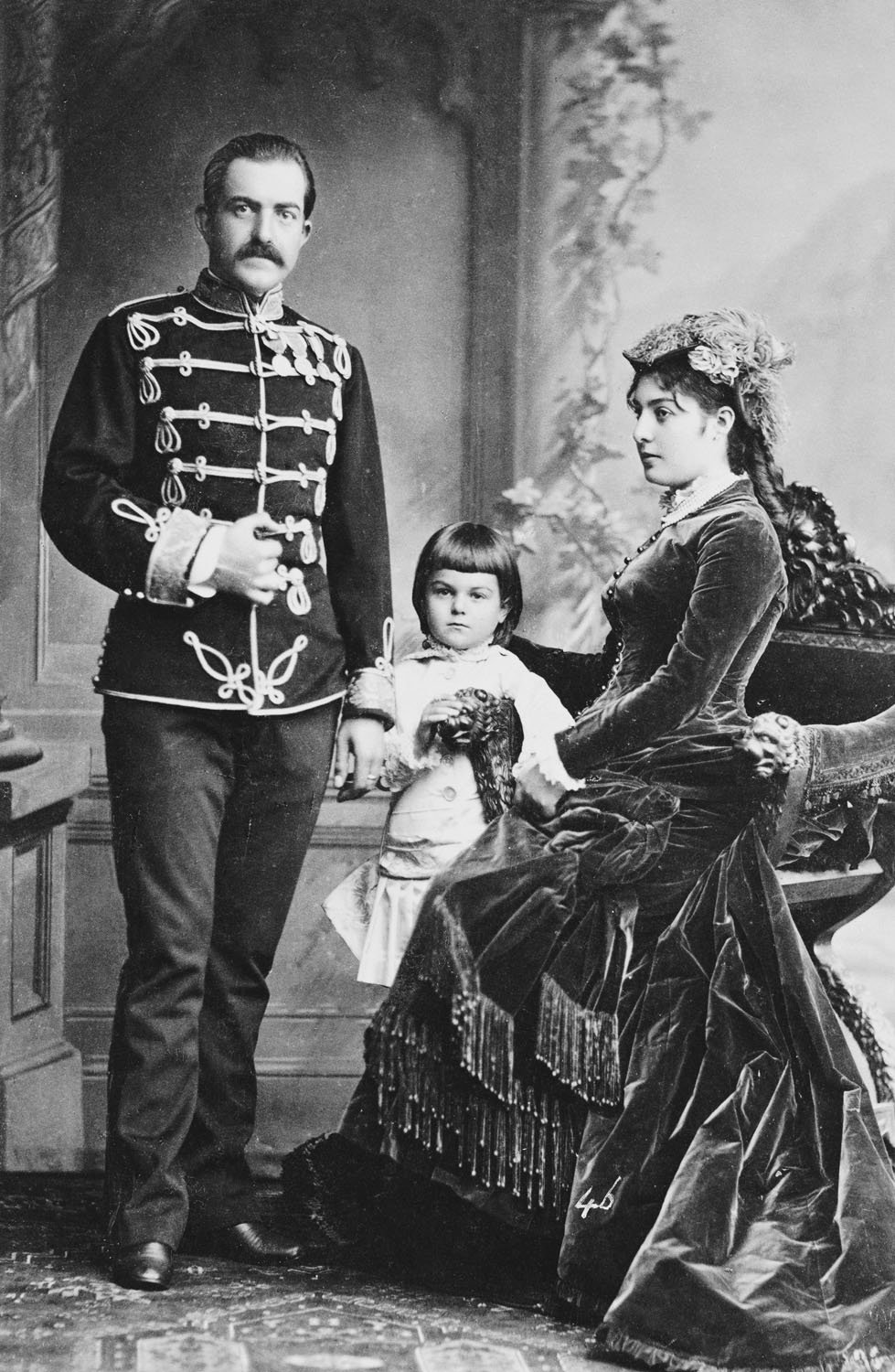
Da esquerda para a direita: rei Milan I da Sérvia, rainha Milena e príncipe herdeiro Alexandre I. Foto tirada em janeiro de 1880.

A relação do casal real atingiu um ponto crítico em 1887, não apenas devido aos inúmeros casos extraconjugais do rei com outras mulheres, mas também por profundas divergências políticas entre os dois. O rei Milan seguia uma política externa pró-austríaca, algo que a rainha Natália, criada na Rússia e de fortes convicções eslavófilas, não estava disposta a tolerar.
Este conflito agravou-se e transformou-se num escândalo público quando, em maio de 1887, a rainha, acompanhada do filho — o príncipe herdeiro Alexandre, então com onze anos —, deixou a Sérvia e fixou-se na Crimeia russa. A opinião pública eslavófila na Rússia acolheu a rainha sérvia com grande demonstração de apoio. Rapidamente circularam rumores sobre um iminente divórcio real e até sobre uma possível abdicação do rei em favor do filho. Tais rumores revelar-se-iam prematuros — o divórcio só se concretizaria no ano seguinte e a abdicação ocorreria em 1889. Em julho de 1887, a rainha e o príncipe herdeiro regressaram a Belgrado, mas em agosto Natália voltou a sair do país, desta vez rumo ao Império Austro-Húngaro. Em outubro, o rei e a rainha encontraram-se em Budapeste para uma reconciliação formal, e, com a aprovação de Milan, a rainha e o príncipe partiram para uma nova viagem ao estrangeiro, desta feita a Itália, permanecendo fora até novembro.
Em 1888, a rainha Natália e o filho deixaram novamente a Sérvia para uma longa estadia no estrangeiro, em Wiesbaden, dando a entender que não pretendiam regressar a Belgrado. O escândalo, que até então era visto como de foro privado, adquiriu contornos políticos quando, em julho de 1888, o rei recorreu à polícia alemã para forçar o regresso do jovem príncipe herdeiro ao reino.
Pouco tempo depois, o rei Milan deu início ao processo de divórcio por via eclesiástica. Mesmo esse processo acabou por manchar a reputação da monarquia. O Santo Sínodo da Igreja Ortodoxa Sérvia, reunido em Belgrado, declarou-se incompetente para julgar o caso real. Quando o consistório de Belgrado assumiu o processo, a rainha opôs-se ao desejo de divórcio do rei e apoiou diversas tentativas de reconciliação segundo os preceitos do direito eclesiástico. No entanto, o rei conseguiu obter o divórcio por decisão unilateral do metropolita da Igreja Sérvia. Natália rejeitou publicamente essa decisão e exigiu o seu regresso a Belgrado.

## Exílio

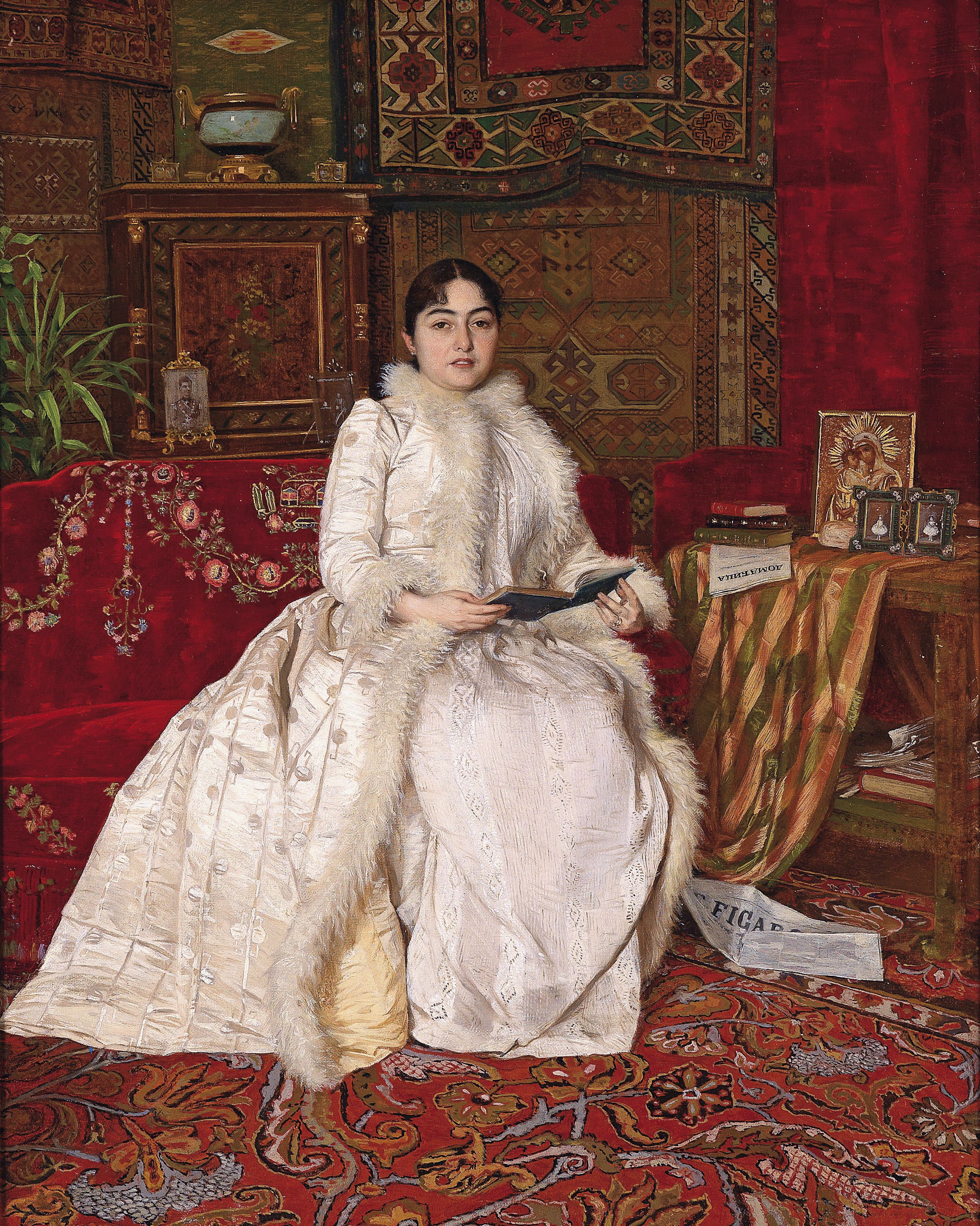
Rainha Natália em Paris, por Uroš Predić (1891).

Em 6 de março de 1889, na sequência da surpreendente abdicação do seu então ex-marido, o filho de Natália, Alexandre I, tornou-se Rei da Sérvia. Até 1893, ano em que Alexandre assumiu pessoalmente o governo, o reino foi administrado por um conselho de regência liderado pelo antigo primeiro-ministro Jovan Ristić.
A rainha Natália não aceitou as condições restritivas impostas à sua relação com o filho. Em agosto de 1889, anunciou publicamente a sua intenção de visitar o jovem rei no palácio real em Belgrado. Reivindicou o direito de ver o filho todos os domingos e feriados, mas foi-lhe oferecida apenas a possibilidade de duas visitas por ano, sob regulamentação direta do rei Milan.
Em abril de 1891, o ex-rei Milan, após várias interferências nos assuntos do governo, anunciou a sua intenção de deixar a Sérvia até que o seu filho estivesse em idade de governar. Em resposta, o parlamento instruiu o governo a solicitar à rainha-mãe Natália que fizesse o mesmo. Perante a recusa da rainha em abandonar o país, as autoridades tentaram expulsá-la à força a 18 de maio de 1891. No entanto, a população civil insurgiu-se contra a polícia e o exército, resultando em confrontos violentos que causaram duas mortes e vários feridos. No dia seguinte, todo o efetivo da guarnição militar foi mobilizado para forçar a sua expulsão e enviá-la para o exílio.
Em janeiro de 1893, já no exílio, os antigos monarcas Milan e Natália reconciliaram-se e solicitaram ao governo sérvio a anulação do seu divórcio. Em março de 1893, o metropolita e o Santo Sínodo da Igreja Ortodoxa Sérvia declararam ilegal o ato de divórcio de 1888, reconhecendo que o casamento real continuava válido.

## Últimos anos
Quando o rei Alexandre anunciou o seu noivado, em 1900, com Draga Mašin, dama de companhia da rainha Natália, os seus pais rejeitaram firmemente a futura rainha, considerando-a uma escolha imprópria e inaceitável. Draga era viúva, de estatuto social inferior e alvo de críticas tanto na corte como entre os círculos políticos. Antes disso, os pais de Alexandre haviam tentado organizar um casamento mais adequado, propondo a princesa alemã Alexandra de Eschaumburgo-Lipa, irmã da rainha de Württemberg. No entanto, esta união nunca se concretizou.
Ela converteu-se à fé católica em 1902.
A rainha Natália morreu em 8 de maio de 1941, em Saint-Denis, França, e foi enterrada no Cemitério de Lardy.

## Galeria

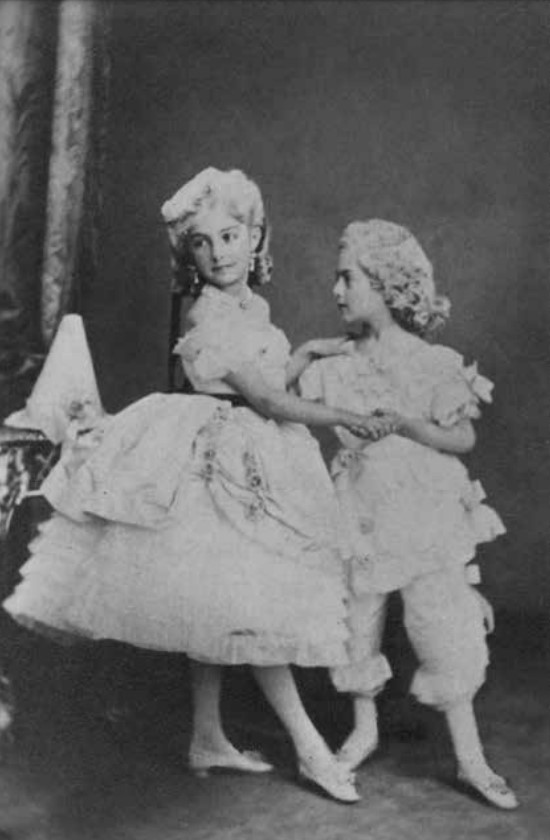
Fotografia de Natália com o irmão Ioan Ketchko na infância
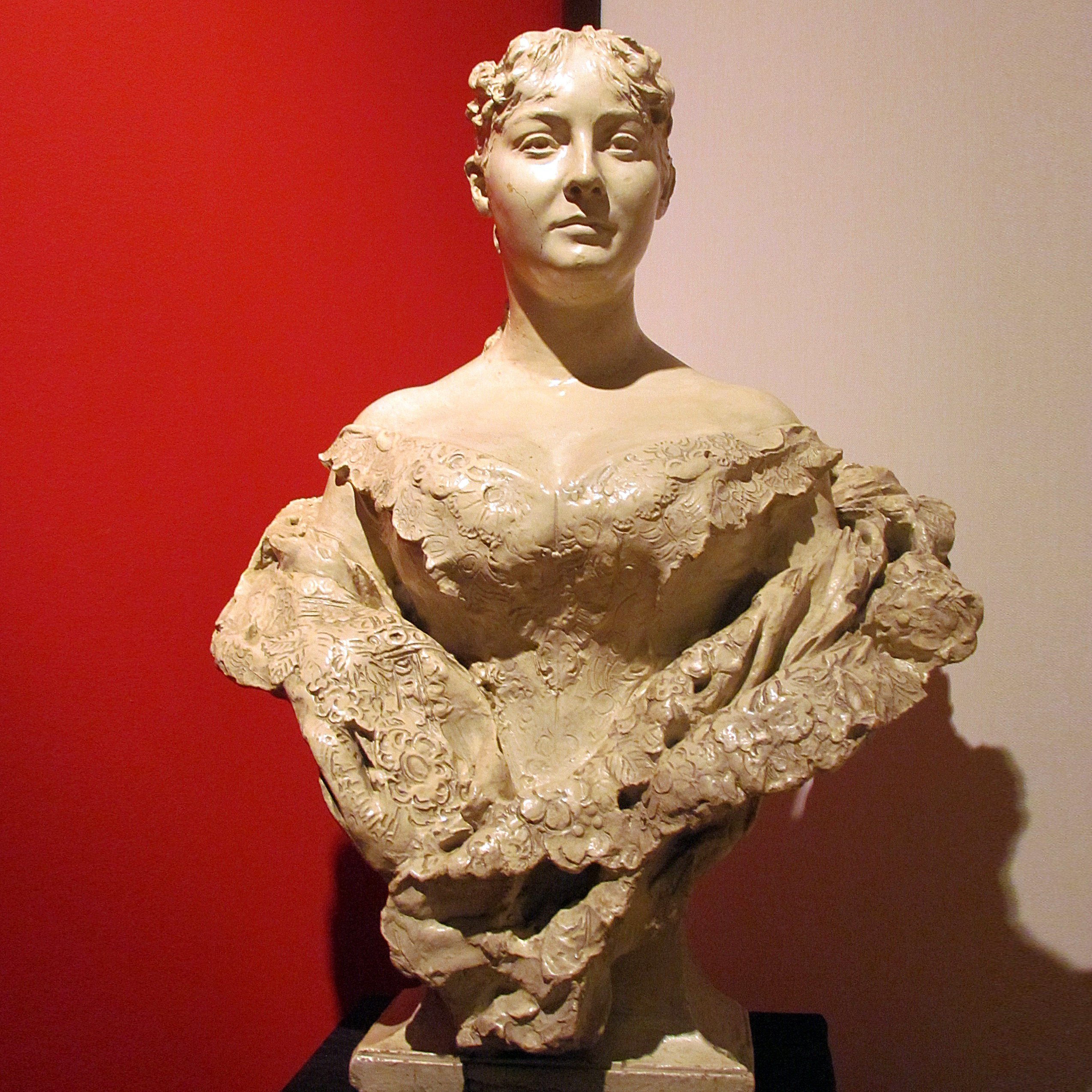
Busto de Natália, por Alajos Strobl. No Museu Histórico da Sérvia
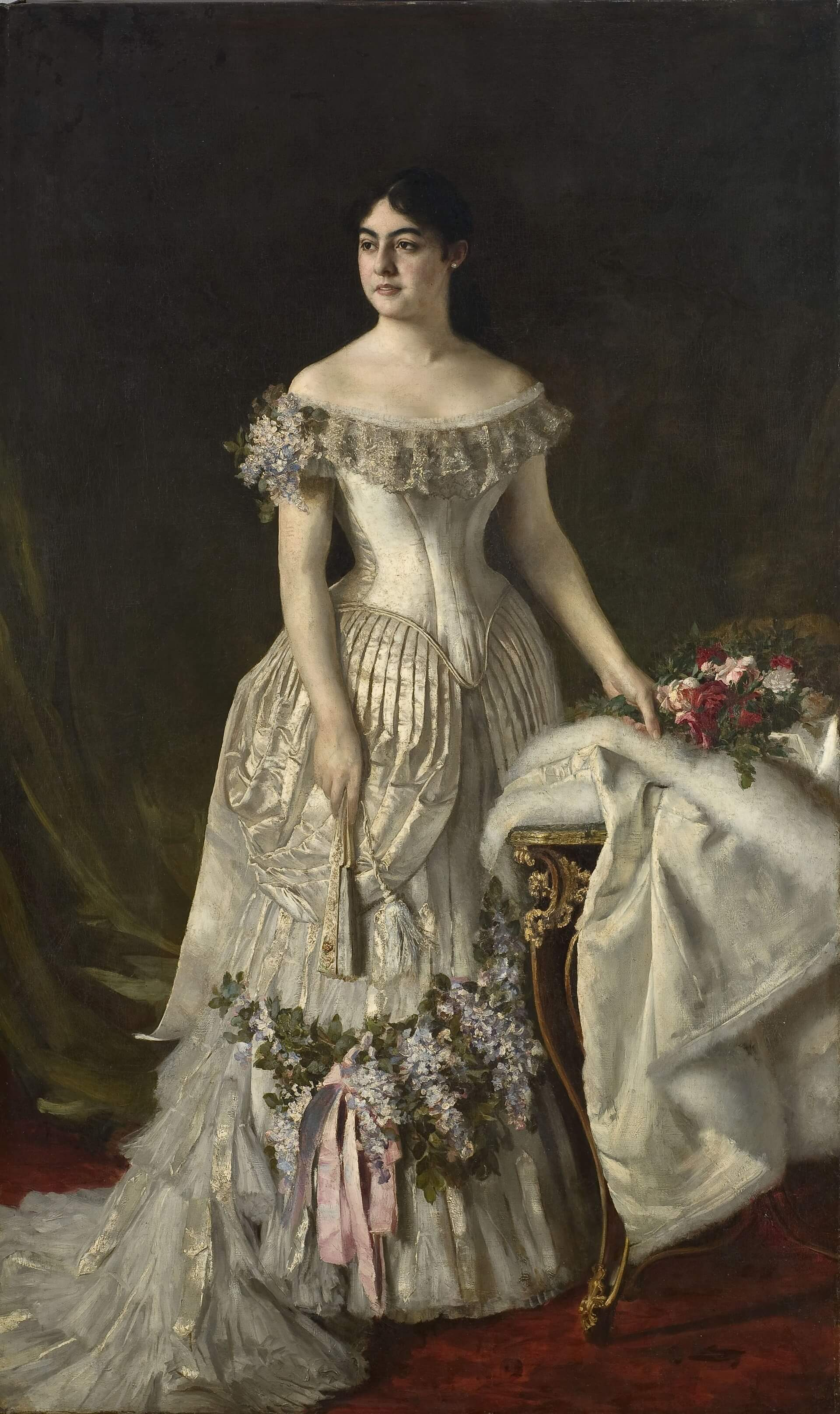
Retrato da Rainha Natália, por Vlaho Bukovac (1882)
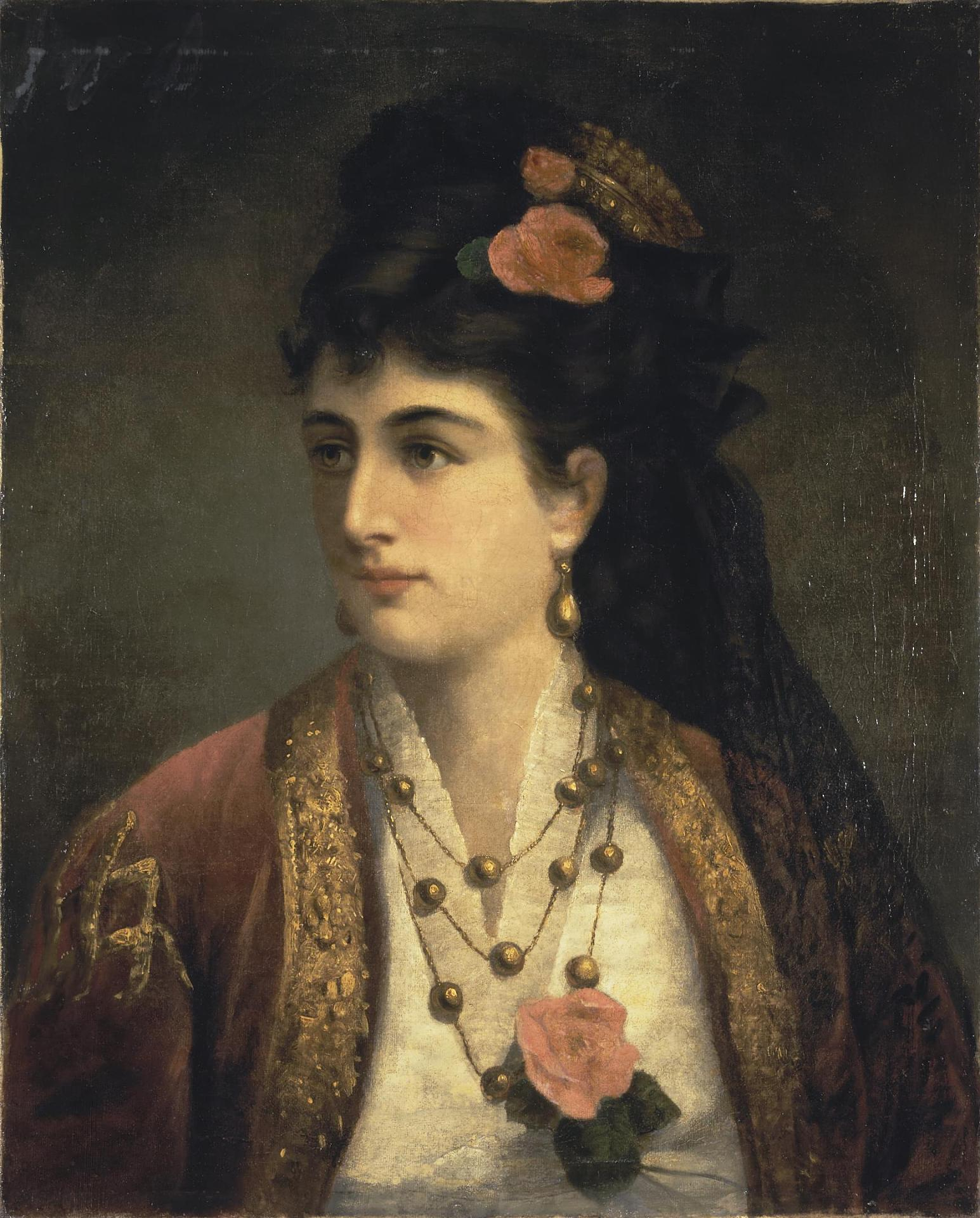
Retrato da rainha Natália em trajes tradicionais sérvios, por Adèle Riché (c. 1875-1878)
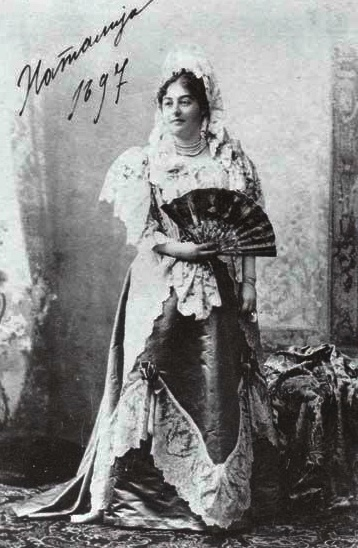
Fotografia da Rainha Natália em 1897
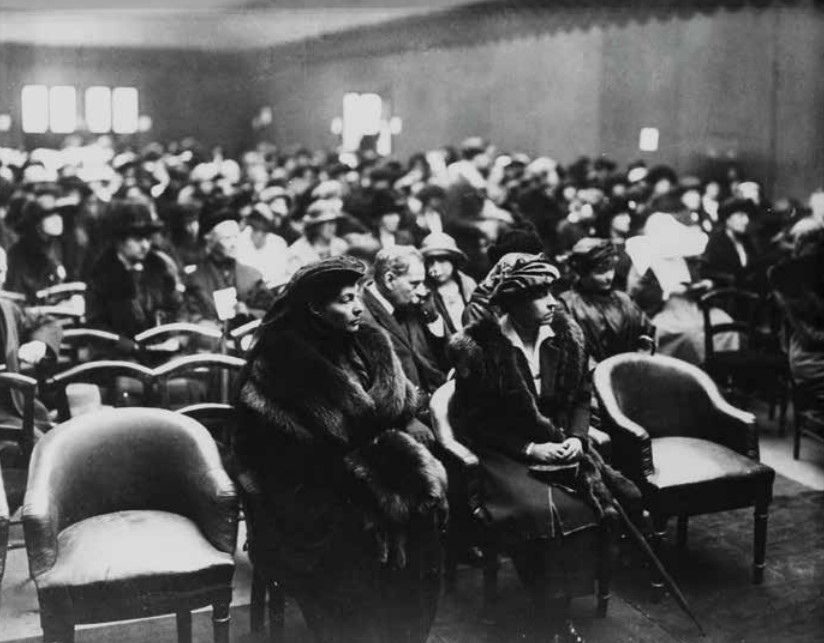
Fotografia da Rainha Natália e Ruzica Oreskovic, sua dama de companhia e melhor amiga, em Paris, no início do século XX
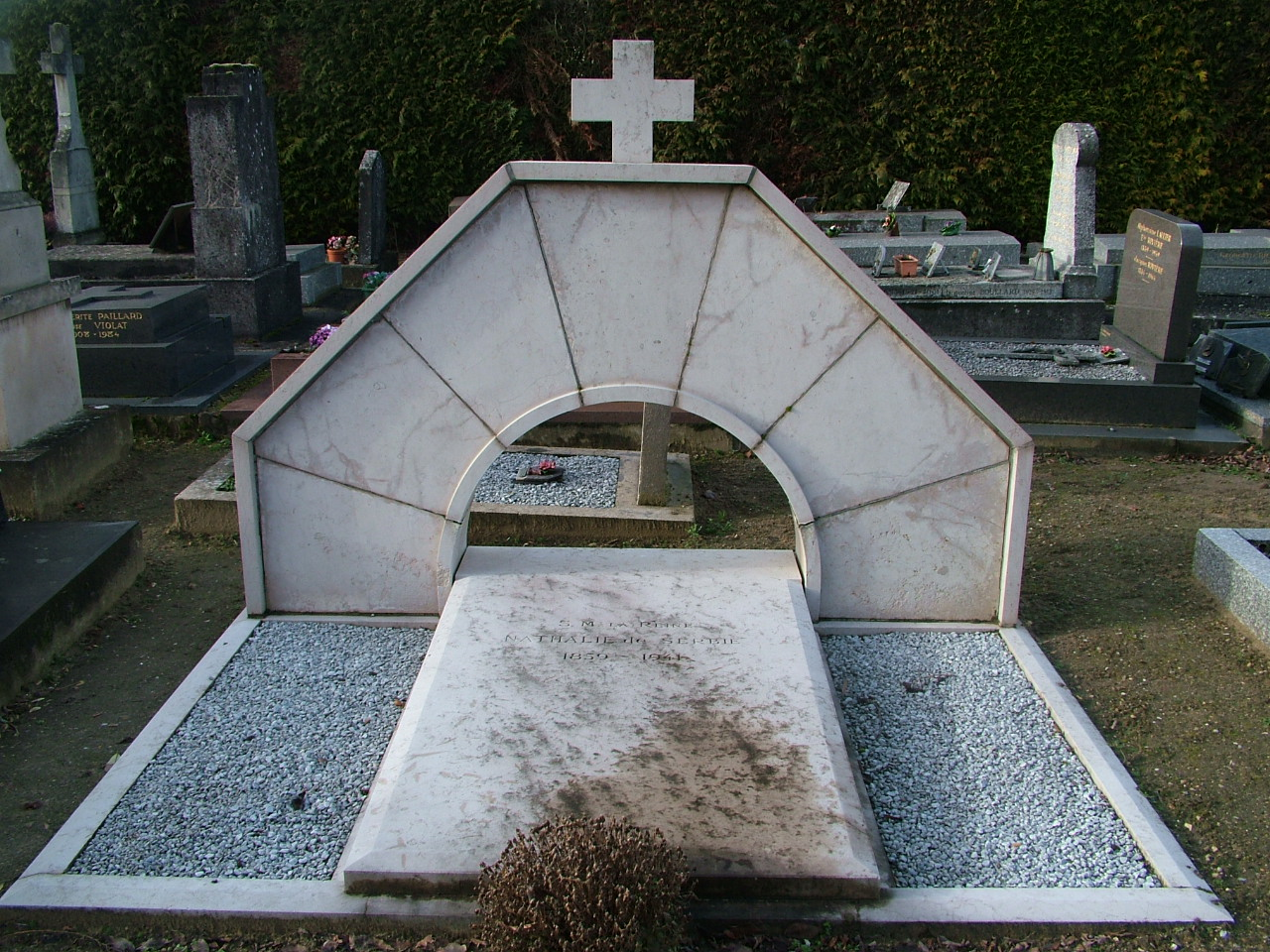
Túmulo da Rainha Natália em Lardy